# Zygmunt Karlikowski
Zygmunt Karlikowski (ur. 24 kwietnia 1894 w Bryskach, zm. 19 listopada 1925) – chorąży Wojska Polskiego.

## Życiorys
Urodził się 24 kwietnia 1894 we wsi Bryski, w rodzinie Marcina i Julianny z Gutkowskich.
W czasie I wojny światowej walczył w szeregach 1 Pułk Strzelców Polskich.
W Wojsku Polskim pełnił służbę w Żandarmerii Okręgu Generalnego „Łódź”, a następnie 4 Dywizjonie Żandarmerii w Łodzi na stanowisku dowódcy plutonów żandarmerii: „Ciechocinek VIII” (lipiec 1919), „Konin” (1921) i „Skierniewice” (1921–1922).
Mieszkał w Łęczycy, gdzie pracował jako buchalter. Zmarł w 1925 roku i został pochowany na cmentarzu parafialnym w Łęczycy.

## Ordery i odznaczenia
- Krzyż Niepodległości – pośmiertnie 16 marca 1937 „za pracę w dziele odzyskania niepodległości”[8]
- Krzyż Walecznych[3]
- Amarantowa wstążka